# Bahram VII
Bahram VII (in medio persiano: Wahrām) (Impero sasanide, VII secolo – Luoyang, 710) è stato un nobile persiano e uno dei figli di Yazdgard III, l'ultimo scià dell'impero sasanide.
Dopo la morte del padre a Merv nel 651, Bahram fuggì in Cina insieme a molti altri nobili sasanidi, dove lui e suo fratello Peroz III chiesero all'imperatore cinese Gao Zong di sostenerli nella lotta contro gli arabi. Bahram tentò ripetutamente di sottrarre agli arabi i territori sasanidi precedentemente occupati, senza però riuscirci.
Alcuni identificano l'aristocratico Aluohan con Bahram VII. Secondo uno studioso cinese, il cosiddetto Nanmei (南昧S), la cui statua è stata eretta insieme a quella di Peroz III presso il mausoleo di Qianling, nella contea di Qian, dovrebbe essere identificato con Aluohan. Anche la figura di Wahrām-ī-Warȷā̌wand presente nella tarda letteratura medio persiana potrebbe corrispondere a quella di Bahram VII.
Bahram morì nel 710 nella sua residenza a Luoyang. Suo figlio, il principe Cosroe, viene menzionato con il nome Juluo (俱羅S, Jū LuóP) nelle fonti cinesi e si dice altresì a proposito di lui che portò avanti gli sforzi militari del padre. Tuttavia, le campagne di Cosroe e la sua prima invasione della Persia culminarono con una disfatta. Si tratta probabilmente dello stesso Cosroe citato dallo storico medievale persiano al-Tabari.